# New Meadows
New Meadows é uma cidade localizada no estado americano de Idaho, no Condado de Adams.

## Demografia
Segundo o censo americano de 2000, a sua população era de 533 habitantes.
Em 2006, foi estimada uma população de 470, um decréscimo de 63 (-11.8%).

## Geografia
De acordo com o United States Census Bureau tem uma área de
1,3 km², dos quais 1,3 km² cobertos por terra e 0,0 km² cobertos por água. New Meadows localiza-se a aproximadamente 1286 m acima do nível do mar.

## Localidades na vizinhança
O diagrama seguinte representa as localidades num raio de 56 km ao redor de New Meadows.